# 하산 마투크
하산 알리 마투크(아랍어: حسن علي معتوق,‎ 1987년 8월 10일~)는 레바논의 축구 선수로 포지션은 공격수이다. 현재 알안사르 FC와 레바논 축구 국가대표팀 소속으로 활동하고 있다. 2016년부터 레바논 대표팀의 주장을 맡고 있으며 현재 레바논 대표팀 역대 국제 A매치 최다 출전 기록과 최다 득점 기록을 보유하고 있다.